# Pamplona (singolo)
Pamplona è un singolo del rapper italiano Fabri Fibra, il secondo estratto dall'album Fenomeno e pubblicato il 5 maggio 2017.

## Descrizione
Prodotto da Mace e scritto da Fibra in collaborazione con Dardust, Tropico e Vanni Casagrande, Pamplona ha visto la partecipazione del gruppo indie pop Thegiornalisti. Il brano è composto da due strofe del rapper alternate da un bridge e un ritornello cantato dal frontman dei Thegiornalisti, Tommaso Paradiso, susseguito da un riff di tromba, con un testo duro che unisce glamour e cronaca nera.
Dal punto di vista commerciale il singolo ha ottenuto un buon successo in Italia, giungendo secondo nella Top Singoli e conquistando la vetta della classifica airplay.

## Video musicale
Diretto da Cosimo Alemà, il videoclip mostra Fabri Fibra e Tommaso Paradiso cantare la canzone in un'ambientazione anni settanta, con alcuni spezzoni in cui il rapper canta in un club, altri in cui Paradiso conduce il TG LA7 o canta con a fianco due ragazze in bikini, altri ancora con i due artisti che cantano con un toro alle spalle e dei rallenty in cui dei ragazzi ballano e saltano.
Durante la puntata di E poi c'è Cattelan del 4 maggio 2017, Fabri Fibra e Alessandro Cattelan girano nello studio televisivo una versione alternativa comica del video musicale ufficiale.

## Classifiche
| Classifica (2017) | Posizione massima |
| ----------------- | ----------------- |
| Italia            | 4                 |